# Wellsee
Der Wellsee (slawisch für Erlen-See) ist ein See in Kiel zwischen den Stadtteilen Elmschenhagen, Rönne und Wellsee. Er ist seit 1994 Teil des Landschaftsschutzgebietes Wellsee und Wellsau-Niederung. Der See entstand durch den Anstieg des Meeresspiegels nach der letzten Eiszeit.

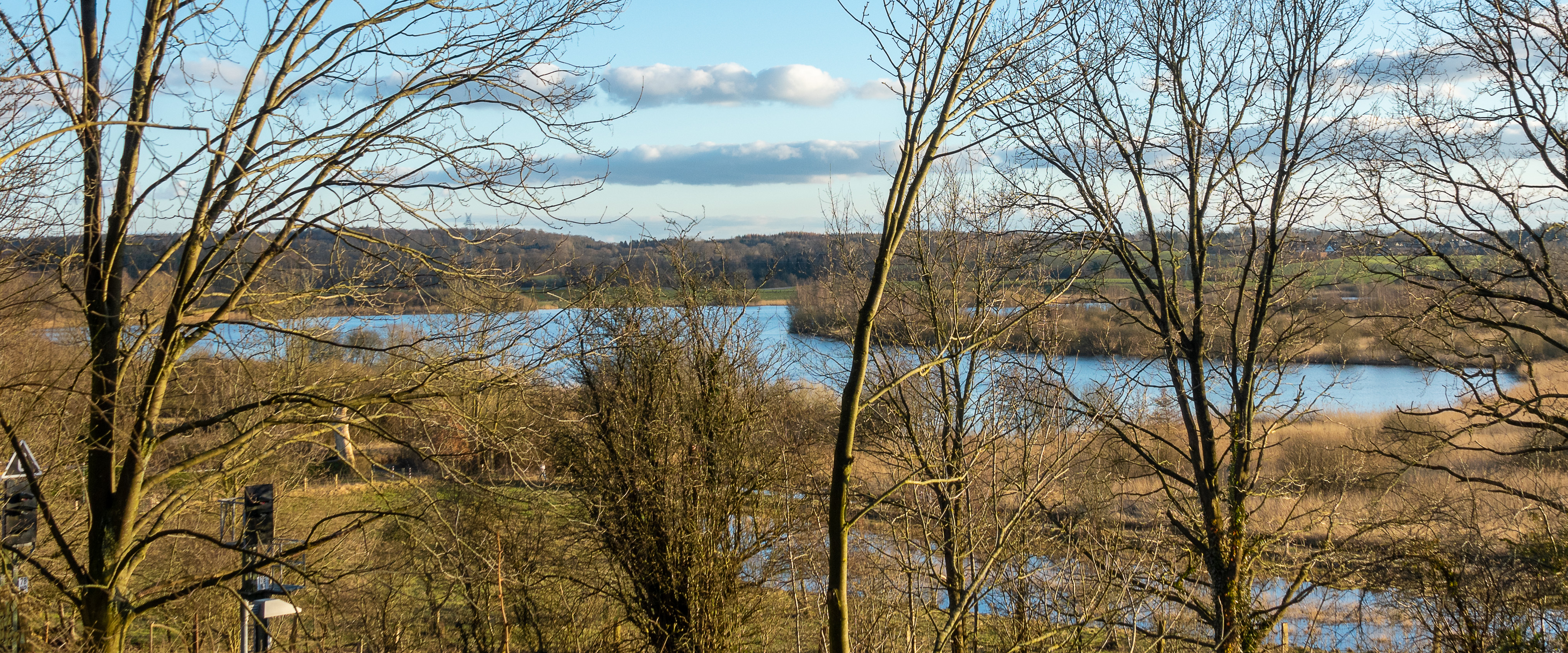
Blick von Norden auf den Wellsee.

Zufluss des Wellsees ist der Bach Schlüsbek, Abfluss die Wellsau (auch: Wilsau oder Neuwührener Au). Von dort gelangt das Wasser des Sees über die Schwentine zur Ostsee.
In der ersten Hälfte des 20. Jahrhunderts diente der Wellsee den Bewohnern der umliegenden Stadtteile noch als Badesee; aufgrund der schlechten Wasserqualität ist das Baden heute jedoch verboten. Dennoch ist die Gegend um den See ein beliebtes Naherholungsgebiet. In strengen Wintern bildet er ein Zentrum für Schlittschuhläufer aus allen umliegenden Ortsteilen, insbesondere aus Elmschenhagen und Kroog.
In den ausgedehnten Schilfgebieten am Ufer des Sees leben verschiedene – auch seltene – Wasservögel. Bereits seit Ende der 1950er Jahre verlandet der See in einigen Randzonen. In der Seemitte liegen bis zu 20 Meter tiefe unterirdische Quelllöcher, durch die erwärmtes Tiefenwasser aufsteigt. Diese Hot-spots sind bei geschlossener Eisdecke durch wässrig schimmernde Kreise im Eis sichtbar. Vermutet werden unterirdische Verbindungen zu umliegenden Seen, z. B. dem Tröndelsee und dem Langsee.
Der See ist durch einen Hegeverein gepachtet. Das Angeln ist für Nichtmitglieder verboten, es werden keine Erlaubnisscheine ausgestellt. Fischwilderei (Schwarzangeln) wird von dem Verein strafrechtlich verfolgt.